# Hans Larsson (musikproducent)

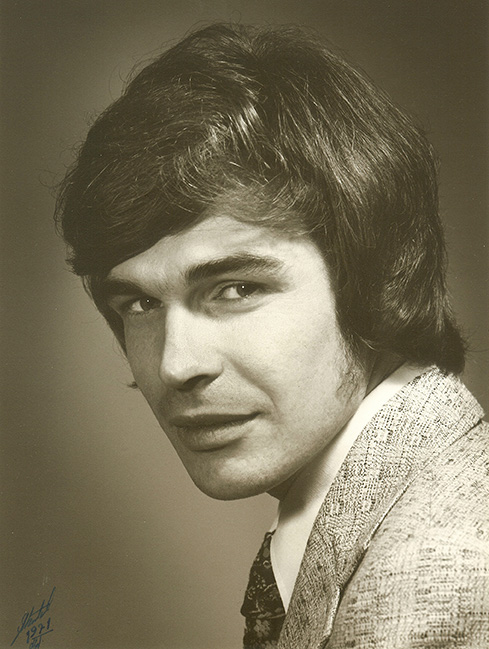
Hans Larsson.

Hans Larsson, född 4 augusti 1946 i Filipstad, är en svensk musikproducent.

## Karriär
Hans Larsson upptäckte och lanserade bland andra Louise Hoffsten, The Refreshments, Maria Marcus och låg också bakom Carola Häggkvists  återkomst  till musikbranschen  1990 då hon medverkande i Melodifestivalen och kom på andra plats. Året därpå vann Carola både den Svenska Melodifestivalen och Eurovision Song Contest i Rom med Stephan Bergs låt ”Fångad Av En Stormvind”.  År 1997 var Hans Larsson även ansvarig för vinnaren av Svenska Melodifestivalen med gruppen Blond, liksom i fallet med Carola var Stephan Berg kompositör till det vinnande bidraget ”Bara Hon Älskar Mig”. Hans Larsson har erhållit mer än 60 guld & platina skivor och är också hedersmedborgare i Memphis, Tennessee, USA.
Hans Larsson inledde sin karriär i musikbranschen 1971 – 1981 som representant för Grammofon AB Electra AB (RCA, Decca, Warner, MCA, Tamla Motown). 
1982 startade Hans Larsson tillsammans med Owe Midner skivbolaget Mill Records AB samt förvärvade skivbolaget Swe-Disc och startade1986 Rival International AB (skivlabel och förlag).
År 1991 sålde Larsson och Midner bolagen till BMG Sweden AB och anställdes som A&R managers.1999 slutade Hans Larsson på BMG Sweden AB och bildade skivbolaget Darrow Entertainment AB, musikförlaget Access To Arrow Music AB och fortsatte verksamheten i Rival Management AB (som han startade redan 1991 som ett managementbolag för Louise Hoffsten och Carola). Första skivan som släpptes på nya skivbolaget Darrow var The Refreshments CD ”Are You Ready” som sålde guld och innehöll hiten ”Miss You Miss Belinda”. I samarbete med EMI/Norge samma år var han exekutiv producent för produktionen ”O Helga Natt” med Tommy Körberg och Oslo Gospel Choir som sålde guld & platina i Norge.
Hans Larsson har arbetat med artister och  upphovspersoner som Carola, Louise Hoffsten, The Refreshments, Blond, Tommy Körberg, John Holm, Eva Eastwood, Nejra, Dave Edmunds, Albert Lee, Frankie Miller, Wendel Adkins,  Warren Haynes, Dennis Robbins, Black Ingvars, Jerry Jeff Walker, Steve Young, Jerry Lynn Williams,  Linda Gail Lewis, Johan ”JB” Blohm, Fatboy, Henrik Åberg, Jack Baymoore, Maria Marcus, Brolle, Jim Dickinson, Stephan Berg med flera.
Hans Larsson driver bolagen Rival Management som ger ut DVD/Film och arbetar med konsertverksamhet, skivbolaget Darrow Entertainment och musikförlaget Access To Arrow Music.